# Iwan Filin
Iwan Iljicz Filin (ros. Иван Ильич Филин, ur. 10 marca 1926 we wsi Aleksandrowka w rejonie kimowskim obwodu tulskiego, zm. 12 stycznia 2000) – radziecki lekkoatleta maratończyk, dwukrotny medalista mistrzostw Europy.
Podczas II wojny światowej walczył w szeregach Armii Czerwonej od 1943, dochodząc do stopnia sierżanta. W 1945 został odznaczony Medalem „Za Odwagę”.
Jako lekkoatleta wystąpił w biegu maratońskim na mistrzostwach Europy w 1954 w Bernie. Po przebiegnięciu niemal całej trasy prowadził z niewielką przewagą nad Finem Veikko Karvonenem i swym kolegą z reprezentacji Borisem Griszajewem. Na stadion wbiegł jako pierwszy, ale pobiegł w niewłaściwym kierunku. Zanim sędziowie zawrócili go we właściwą stronę, Karvonen i Griszajew byli już zbyt daleko, by mógł ich dogonić. Zdobył w ten sposób brązowy medal.
Na igrzyskach olimpijskich w 1956 w Melbourne Filin zajął 7. miejsce w maratonie. W 1957 zwyciężył w Maratonie w Koszycach.
Filin zdobył srebrny medal w maratonie na mistrzostwach Europy w 1958 w Sztokholmie za swym kolegą z reprezentacji ZSRR Siergiejem Popowem.
Dwukrotnie zdobywał mistrzostwo ZSRR w maratonie w 1955 i 1956.
Jego rekord życiowy wynosił 2:20:05,2 (12 sierpnia 1956, Moskwa).
W 1957 otrzymał Order „Znak Honoru”.